# Выкладка товаров

Пример выкладки текстильных товаров

Выкладка товаров — способ размещения товаров в торговых залах магазинов. Основными задачами выкладки являются привлечение внимания покупателя к предлагаемым товарам и облегчение их выбора. Способ выкладки зависит от многих условий: свойств товара, его цены, необходимости увеличить продажи определённого товара. Выкладка относится к сфере маркетинга — мерчандайзингу.

## Традиционные правила

### Основные системы размещения
1. Сначала по роду изделия, затем по видам изделий, фасонам, размерам и расцветкам (напр. для спортивных костюмов, трикотажа и т. п.);
2. По материалу, из которого изготовлен товар, затем по видам товара
3. По возрастному признаку, затем по тематическим группам, видам товаров, размерам, сортам (напр. товары для детей младшего возраста, среднего возраста и т. п.)
4. По содержанию, затем по наименованию и стоимости
5. По назначению, затем по видам изделий, материалу, размерам (напр. в секциях «Всё для школьников» и т. п.)
6. По фирменным маркам, фасонам, материалу, сортам (напр. канцтовары)

Основные правила
- товар должен размещаться так, чтобы каждый предмет был отчётливо виден;
- новые товары выставляются на самых видных местах;
- полки и стеллажи не должны перегружаться товарами;
- товары должны легко доставаться с полки или витрины;
- товары массового спроса должны всегда выкладываться на одном и том же месте;
- при выкладке товара нужно использовать приёмы дизайна и художественного оформления;
- не рекомендуется выкладывание разнотипных товаров один на один, в стопку и т. п.;
- для удобства пользования и во избежание порчи товаров следует избегать излишне большого количества товаров на полках и витринах;
- товар должен выкладываться этикеткой в сторону покупателя[1].

## Современные правила
Выкладка товара в торговой точке является основой мерчендайзинга. Если традиционные рекомендации по правильной выкладке сложились естественным опытным путём, то мерчендайзинг, в условиях капиталистической системы экономики, обосновывает некоторые свои рекомендации увеличением продаж товаров, выгодных в первую очередь магазину, а не покупателю. Здесь учитываются такие особенности как психология, возраст покупателя, его социальный статус, род занятий, покупательская способность.
Основные правила
- Учитывается психология смотрящего на товары человека: взгляд движется как при чтении — слева направо, сверху вниз.
- Движение основного потока покупателей против часовой стрелки, в рамках «золотого треугольника»[неизвестный термин].
- Правило вытянутой руки — лучшие для продажи товары располагаются в таких местах, где их легко увидеть и достать без лишних усилий.
- Продукты первой необходимости (хлеб, молоко, яйца) располагают в самом дальнем пространстве магазина, чтобы покупатель прошёл через весь торговый зал.
- Сопутствующие товары размещают вместе, несовместимые раздельно.
- Классические правила выкладки — наличие ценников, чистота и прочее.

"Грязные" приёмы
- Продукты с более близким сроком окончания годности располагаются ближе к покупателю, чем более свежие. Особенно это относится к товарам с небольшим сроком хранения (например, молочным продуктам).
- Продукты с истекающим сегодня-завтра сроком годности располагают этикеткой с названием к покупателю, а отметкой о сроке годности - от покупателя.

Помимо обычной выкладки, для увеличения торгового пространства, привлечения внимания к определённому бренду или виду товаров, используется специальная выкладка. Специальная выкладка подразумевает размещение товаров в других местах, помимо основных полок. Например, в торцах стеллажей, возле касс, в зонах проведения промоакций.